# Nigronia fasciata
Nigronia fasciata là một loài côn trùng trong họ Corydalidae thuộc bộ Megaloptera. Loài này được Walker miêu tả năm 1853. Kích thước điển hình của N. fasata là 22 đến 28 mm, hoặc 2,2 đến 2,8 cm. Phạm vi sống: Miền Đông Hoa Kỳ. Lưu ý: không có mặt tại Canada.